# Astragalus retusifoliatus
Astragalus retusifoliatus — вид квіткових рослин з родини бобових (Fabaceae). Ареал охоплює такі країни: Китай (провінції Сіньцзян та Юньнань).

## Середовище
Це багаторічна трав'яниста рослина, яка росте на гірських схилах на великій висоті. Висоти: 1900–3600 метрів. Немає відомих серйозних загроз для цього виду.